# Adolph Zukor
Adolph Zukor (ur. 7 stycznia 1873 w Ricse, zm. 10 czerwca 1976 w Los Angeles) – węgiersko-amerykański producent filmowy, współzałożyciel wytwórni Paramount Pictures.

## Życiorys
Urodził się 7 stycznia 1873 w Ricse na Węgrzech w żydowskiej rodzinie jako syn właściciela sklepu spożywczego. Po śmierci ojca, a potem matki znalazł się pod opieką wuja, rabina Kalmana Liebermanna. W wieku 12 lat rzucił szkołę i został pomocnikiem sklepikarza. W wieku 16 lat wyemigrował do Stanów Zjednoczonych. Jak większość emigrantów zaczął skromnie. Najpierw przybył do Nowego Jorku, pozostał przy rodzinie i pracował w sklepie tapicerskim. Przyjaciel załatwił mu pracę praktykanta u kuśnierza. Zukor pozostał tam przez dwa lata. Kiedy odszedł, by stać się pracownikiem kontraktowym, zszywał kawałki futra i sprzedawał sam. Miał wówczas dziewiętnaście lat i znakomitego projektanta. W 1892 wystawa Columbian Exposition w Chicago dla uczczenia odkrycia Ameryki przez Kolumba, przyciągnęła Zukora na Środkowy Zachód. Zaczął tam futrzany biznes. W drugim sezonie działalności Zukor’s Novelty Fur Company rozrosło się do dwudziestu pięciu ludzi i otworzyło filię.
Jednym z mitów historii filmu jest, że ludzie, którzy tworzyli przemysł filmowy byli ubogimi, prostakami. Zukor wyraźnie nie pasował do tego profilu. Około 1903, wyglądał już i żył jak bogaty młody mieszczanin. Miał apartament na 111 Ulicy i Siódmej Alei w Nowym Jorku – w bogatej niemiecko-żydowskiej dzielnicy.
Włączył się do przemysłu filmowego kiedy w 1903 jego kuzyn Max Goldstein zwrócił się do niego z prośbą o pożyczkę. Mitchell Mark potrzebował inwestorów, by rozszerzyć swą sieć teatrów podobnych do tego w Buffalo w stanie Nowy Jork z Edisonia Hall. Salon arkady miał prezentować cuda Thomasa Edisona: gramofony, elektryczne światła i kino. Zukor nie tylko dał Goldsteinowi pieniądze, ale nalegał na utworzenie spółki. Innym partnerem w przedsięwzięciu był Marcus Loew.
W 1912, po sukcesie kasowym filmu Królowa Elżbieta (reż. Louis Mercanton) z Sarah Bernhardt, do którego wykupił za 18 tys. dolarów prawa na amerykański rynek, założył Famous Players Film Company. W następnym roku otrzymał finansowe poparcie braci Frohman, potężnych menadżerów teatralnych z Nowego Jorku. Ich najważniejszym zadaniem było przyciągnięcie znanych aktorów sceny do kina. W tym celu utworzyli Famous Players Film Company, które wyprodukowało Więźnia Zendy (1913). Studio przekształciło się w Famous Players-Lasky, a następnie Paramount Pictures. Zukor był prezydentem Paramountu do 1936, gdy został prezesem zarządu.
Zrewolucjonizował przemysł filmu przez zorganizowanie produkcji i dystrybucji w jednym przedsiębiorstwie. Dopiero przepisy z 1949 r. zakazały łączenia produkcji filmowej z posiadaniem kin. Rok wcześniej (1948 r.) otrzymał Oscara za wkład w rozwój światowego kina.
Odszedł z Paramount Pictures w 1959 r. Od tego czasu pełnił funkcję honorowego przewodniczącego. To stanowisko utrzymał do śmierci w wieku 103 lat w Los Angeles – zmarł 10 czerwca 1976 r.